# Agta, Isarog jezik
Isarog Agta jezik (ISO 639-3: agk), jezik podskupine naga, šire bikolske skupine, kojim još govori svega šest (od 1 000) etničkih (1984 SIL) osoba. 
Isarog agta se govori u planinama Mt. Isarog, istočno od Naga Cityja na filipinskom otoku Luzon.

## Vanjske poveznice
- Ethnologue (14th)
- Ethnologue (15th)